# 藤原弘綱
藤原 弘綱（ふじわら ひろつな）は、戦国時代の武士。小弓公方の家臣。史料によっては佐野 藤三とも記される。

## 略歴
小弓公方・足利義明に仕え、永正11年（1514年）頃には義明の奏者を務めていた事が確認できる。第一次国府台合戦において義明・義純父子が討死すると、佐々木源四郎・逸見八郎・町野十郎らと共に義明の末子・頼淳を伴い里見義堯を頼って落ち延びた。